# Sinqua Walls
Sinqua Walls (Louisiana, 1985. április 6. –) amerikai színész. Leginkább a Friday Night Lights – Tiszta szívvel foci, Az amerikai tini titkos élete, az American Soul és Zsákolj, ha tudsz! című filmekből ismert.

## Fiatalkora és tanulmányai
Sinqua eredetileg Louisianából származik, de családjával a kaliforniai Marina del Rey-be költözött, ahol az El Segundo High Schoolba járt. Gyermekkorában kezdett el érdeklődni a színészet iránt, miután megnézte a Radio Flyer – Repül a testvérem. 2007-ben diplomázott a San Franciscó-i Egyetemen, ahol film- és színművészetet tanult. A főiskola alatt Walls a San Francisco Dons férfi kosárlabdacsapatában játszott.

## Pályafutása
Walls egy Boyd nevű béta vérfarkast alakított az MTV Teen Wolf – Farkasbőrben című drámasorozatában. Emellett szerepelt a Király páros, a Lincoln Heights, a Friday Night Lights – Tiszta szívvel foci, A Grace klinika, a Blue Mountain State, Az amerikai tini titkos élete és a Doktor D című sorozatokban, valamint az MTV Next című műsorában is.
Szerepelt a 2011-es Cápák éjszakája című horrorfilmben. Játszott az ABC fantasy sorozata, az Egyszer volt, hol nem volt második évadában, ahol Lancelot lovagot alakította. Az ötödik évadban ismét feltűnt a sorozatban vendégszereplőként. A Power című tévésorozatban Shawn szerepét játszotta. 2017. augusztus 1-jén bejelentették, hogy szerepet kapott Clint Eastwood életrajzi filmjében, A párizsi vonatban, amely a 2015-ös Thalys vonaton meghiúsított terrortámadásról szól. A film 2018. február 9-én mutatkozott be a mozikban. 2019 és 2020 között Don Corneliust alakította a BET csatorna American Soul című sorozatában, amely egy dramatizált sorozat Cornelius hosszú ideig futó televíziós táncműsoráról, a Soul Trainről.
2023-ban szerepelt a Zsákolj, ha tudsz! című filmben, amely az 1992-es azonos című film remake-je.

## Filmográfia

### Film
| Év   | Magyar cím           | Eredeti cím                 | Szerep            | Magyar hang  |
| ---- | -------------------- | --------------------------- | ----------------- | ------------ |
| 2007 |                      | Choose Connor               | Voter             |              |
| 2009 |                      | The Second Half (rövidfilm) | Harlan            |              |
| 2011 |                      | From the Head               | Santos            |              |
| 2011 | Cápák éjszakája      | Shark Night                 | Malik Henry       | Maday Gábor  |
| 2014 |                      | Believe Me                  | Tyler             |              |
| 2016 |                      | Past Forward (rövidfilm)    | férfi             |              |
| 2018 | A párizsi vonat      | The 15:17 to Paris          | tengerészgyalogos | Gacsal Ádám  |
| 2019 | Anyainvázió          | Otherhood                   | Matt Walker       |              |
| 2021 | Gyógyír a szerelemre | Resort to Love              | Caleb King        | Nagy Ervin   |
| 2022 | A dada               | Nanny                       | Malik             |              |
| 2022 | Alice                | Alice                       | Joseph            |              |
| 2022 |                      | The Blackening              | Nnamdi            |              |
| 2022 | Lélekzsinór          | Mending the Line            | John Colter       | Welker Gábor |
| 2023 | Zsákolj, ha tudsz!   | White Men Can't Jump        | Kamal Allen       | Gacsal Ádám  |
| 2024 | Kézipoggyász         | Carry-On                    | Jason Noble       | Papp Dániel  |

### Televízió
| Év        | Magyar cím                                | Eredeti cím                              | Szerep                       | Megjegyzés                                 |
| --------- | ----------------------------------------- | ---------------------------------------- | ---------------------------- | ------------------------------------------ |
| 2007      |                                           | Lincoln Heights                          | Desmond                      | 2 epizód                                   |
| 2008      | Chuck                                     | Chuck                                    | tanuló                       | 1 epizód                                   |
| 2008      | Friday Night Lights – Tiszta szívvel foci | Friday Night Lights                      | Jamarcus Hall                | 9 epizód                                   |
| 2010–2012 | Király páros                              | Pair of Kings                            | Pierce                       | 4 epizód                                   |
| 2010      | A Grace klinika                           | Grey's Anatomy                           | Tom Kates                    | 1 epizód                                   |
| 2010      |                                           | Blue Mountain State                      | Batman Barstow               | 2 epizód                                   |
| 2010      |                                           | Savage Country                           | Noah                         | tévéfilm                                   |
| 2011      | CSI: A helyszínelők                       | CSI: Crime Scene Investigation           | Sam Rill mentőápoló          | 1 epizód                                   |
| 2011–2012 | Az amerikai tini titkos élete             | The Secret Life of the American Teenager | Daniel                       | 13 epizód                                  |
| 2012–2015 | Egyszer volt, hol nem volt                | Once Upon a Time                         | Lancelot                     | - 6 epizód - magyar hangja: - Stern Dániel |
| 2012–2013 | Teen Wolf – Farkasbőrben                  | Teen Wolf                                | Vernon Boyd                  | 15 epizód                                  |
| 2013      | Doktor D                                  | Necessary Roughness                      | Devon Langer                 | 1 epizód                                   |
| 2014–2015 |                                           | Power                                    | Shawn                        | 18 epizód                                  |
| 2017      |                                           | The Breaks                               | Terrance "Lil Ray" Baltimore | főszereplő (1. évad)                       |
| 2017      |                                           | Tales                                    | Marcus                       | 7 epizód                                   |
| 2019–2020 |                                           | American Soul                            | Don Cornelius                | főszereplő                                 |